# Pantorhaestes xanthostomus
Pantorhaestes xanthostomus là một loài tò vò trong họ Ichneumonidae.